# Jan Koller
Jan Koller (Prag, 30. ožujka 1973.) je bivši češki nogometaš i reprezentativac koji je igrao na poziciji napadača.

## Karijera
Jan Koler je karijeru započeo u omladinskom pogonu kluba Smetanova Lhota. Počeo je trenira kao vratar, ali je kasnije ipak igrao kao napadač. Profesionalnu karijeru je započeo u Sparti iz Praga 1994. godine, da bi kasnije prešao u belgijski Lokeren. Za Lokeren je igrao 3 sezone, a u posljednjoj sezoni je bio najbolji strijelac belgijske lige. Godine 1999. prelazi u RSC Anderlecht.
Poslije 2 sezone provedene u Anderlcehtu, Koller prelazi u Borussiju iz Dortmunda. U prvoj sezoni s Borussijom osvaja Bundesligu Njemačke. Godine 2006. odlazi u Monaco, a kasnije nastupa i za 1. FC Nürnberg i Krylia Sovetov Samara. Karijeru završava u Cannes 2011. godine.
Koler je debitirao za reprezentaciju 9. veljače 1999. godine u prijateljskoj utakmici protiv Belgije. Za Češku Republiku je igrao na 3 Europska prvenstva i na jednom Svjetskom. Ukupno je za Češku Republiku odigrao 91 utakmicu i postigao 55 golova, zbog čega je i rekorder po broju postignutih golova za reprezentaciju.